# Copa Mundial de Clubes de la FIFA 2021
La Copa Mundial de Clubes de la FIFA 2021 (conocida oficialmente como FIFA Club World Cup UAE 2021 presentada por Alibaba Cloud por motivos de patrocinio), fue la decimoctava edición del torneo. El evento se disputó en Emiratos Árabes Unidos del 3 al 12 de febrero de 2022. El ganador de esta edición fue el Chelsea de Inglaterra, quien logró su primer título mundial al derrotar en la final por 2-1 en tiempo suplementario al Palmeiras de Brasil.

## Sedes
Originalmente, se planeó celebrar una Copa Mundial de Clubes en China ampliada a 24 equipos en junio y julio de 2021. Sin embargo, debido a la congestión de partidos causada por el impacto de la pandemia de COVID-19 en el fútbol, la Eurocopa y la Copa América se pospusieron desde mediados de 2020 hasta mediados de 2021. Como resultado, la FIFA anunció en marzo de 2020 que pospondría la Copa Mundial de Clubes ampliada para más adelante en 2021, 2022 o 2023.
El 4 de diciembre de 2020, el Consejo de la FIFA anunció que la Copa Mundial de Clubes, utilizará el formato anterior que se celebraría a fines de 2021 y sería organizado por Japón. Sin embargo, el 8 de septiembre de 2021, la Asociación de Fútbol de Japón declinó la organización del torneo, debido a posibles restricciones para el público asistente como consecuencia de la pandemia de COVID-19 en Japón.
El 20 de octubre de 2021, el presidente de la FIFA, Gianni Infantino, informó que el torneo se disputaría en Emiratos Árabes Unidos a principios de 2022.
Los partidos tuvieron lugar en dos sedes en la ciudad de Abu Dabi, ambos estadios albergaron partidos de la Copa Asiática 2019.
| Abu Dabi | Abu Dabi                   | Abu Dabi          |
| -------- | -------------------------- | ----------------- |
| Abu Dabi | Estadio Mohammed bin Zayed | Estadio Al-Nahyan |
| Abu Dabi | Capacidad: 42 056          | Capacidad: 15 000 |
| Abu Dabi |                            |                   |

## Clubes clasificados
Los equipos participantes se clasificaron a lo largo del año a través de las seis mayores competiciones continentales y la primera división del país anfitrión. En cursiva el equipo debutante.
| Confederación                             | Equipo    | Vía de clasificación                                  |
| ----------------------------------------- | --------- | ----------------------------------------------------- |
| Europa                                    | Chelsea   | Campeón de la Liga de Campeones de la UEFA (2020-21)  |
| América del Sur                           | Palmeiras | Campeón de la Copa Conmebol Libertadores (2021)       |
| Norte, Centroamérica y Caribe             | Monterrey | Campeón de la Liga de Campeones de la Concacaf (2021) |
| Asia                                      | Al-Hilal  | Campeón de la Liga de Campeones de la AFC (2021)      |
| África                                    | Al-Ahly   | Campeón de la Liga de Campeones de la CAF (2020-21)   |
| Oceanía                                   | Pirae     | Nominado por la OFC                                   |
| País Organizador (Emiratos Árabes Unidos) | Al-Jazira | Campeón de la Liga Árabe del Golfo (2020-21)          |

## Árbitros
Los árbitros designados son los siguientes:
| AFC - Christopher Beath - Anton Shchetinin (asistente) - Ashley Beecham (asistente) - Ammar Aljeneibi (VAR) CAF - Mustapha Ghorbal - Mokrane Gourari (asistente) - Abdelhak Etchiali (asistente) Concacaf - César Ramos - Alberto Morín (asistente) - Miguel Hernández (asistente) - Drew Fischer (VAR) Conmebol - Fernando Rapallini - Juan Pablo Belatti (asistente) - Diego Bonfá (asistente) - Mauro Vigliano (VAR) - Nicolás Gallo (VAR) UEFA - Clément Turpin - Nicolas Danos (asistente) - Cyril Gringore (asistente) - Willy Delajod (VAR) - Massimiliano Irrati (VAR) - Pol van Boekel (VAR) OFC - David Yareboinen (árbitro de soporte) |

## Partidos
El sorteo del torneo se llevó a cabo el 29 de noviembre de 2021 a las 17:00 CET (UTC+1), en la sede de la FIFA en Zúrich, Suiza, para decidir los enfrentamientos de la segunda ronda (entre el ganador de la primera ronda y los equipos de AFC, CAF y Concacaf), y los oponentes de los dos ganadores de la segunda ronda de las semifinales (contra equipos de Conmebol y la UEFA).
Si un partido  finalizaba empatado:
- Para los partidos de eliminación, se jugó tiempo suplementario. Si sigue empatado, se ejecutaban tiros desde el punto penal.
- Para los partidos por el quinto y tercer puestos, no se jugó tiempo extra y se realizaba directamente una tanda de penaltis.

|  | Primera ronda                     | Primera ronda            |                                    |         | Segunda ronda                     | Segunda ronda                     |               |               | Semifinales | Semifinales |  |  | Final                     | Final                     |
|  | 3 de febrero - Mohammed bin Zayed |                          |                                    |         |                                   |                                   |               |               |             |             |  |  |                           |                           |
|  | Al-Jazira                         | 4                        |                                    |         | 6 de febrero - Mohammed bin Zayed | 6 de febrero - Mohammed bin Zayed |               |               |             |             |  |  |                           |                           |
|  | Al-Jazira                         | 4                        |                                    |         | 6 de febrero - Mohammed bin Zayed | 6 de febrero - Mohammed bin Zayed |               |               |             |             |  |  |                           |                           |
|  | Pirae                             | 1                        |                                    |         | Al-Hilal                          | 6                                 |               |               |             |             |  |  |                           |                           |
|  | Pirae                             | 1                        | 9 de febrero - Mohammed bin Zayed  |         | Al-Hilal                          | 6                                 |               |               |             |             |  |  |                           |                           |
|  |                                   |                          |                                    |         | Al-Jazira                         | 1                                 |               |               |             |             |  |  |                           |                           |
|  | Al-Hilal                          | 0                        |                                    |         | Al-Jazira                         | 1                                 |               |               |             |             |  |  |                           |                           |
|  | Al-Hilal                          | 0                        |                                    |         |                                   |                                   |               |               |             |             |  |  |                           |                           |
|  |                                   |                          | Chelsea                            | 1       |                                   |                                   |               |               |             |             |  |  |                           |                           |
|  |                                   |                          | Chelsea                            | 1       |                                   |                                   |               |               |             |             |  |  |                           |                           |
|  |                                   |                          | 12 de febrero - Mohammed bin Zayed |         |                                   |                                   |               |               |             |             |  |  |                           |                           |
|  |                                   |                          |                                    |         |                                   |                                   |               |               |             |             |  |  |                           |                           |
|  | Chelsea (t. s.)                   | 2                        |                                    |         |                                   |                                   |               |               |             |             |  |  |                           |                           |
|  | Chelsea (t. s.)                   | 2                        | 5 de febrero - Al-Nahyan           |         |                                   |                                   |               |               |             |             |  |  |                           |                           |
|  |                                   | Palmeiras                | 1                                  |         |                                   |                                   |               |               |             |             |  |  |                           |                           |
|  |                                   |                          | 1                                  | Al-Ahly | 1                                 |                                   |               |               |             |             |  |  |                           |                           |
|  | 8 de febrero - Al-Nahyan          |                          |                                    | Al-Ahly | 1                                 |                                   |               |               |             |             |  |  |                           |                           |
|  |                                   | Monterrey                | 0                                  |         |                                   |                                   |               |               |             |             |  |  |                           |                           |
|  | Palmeiras                         | Monterrey                | 0                                  | 2       |                                   |                                   |               |               |             |             |  |  |                           |                           |
|  | Palmeiras                         | Quinto puesto            | Quinto puesto                      | 2       |                                   |                                   | Tercer puesto | Tercer puesto |             |             |  |  |                           |                           |
|  |                                   | Quinto puesto            | Quinto puesto                      |         | Al-Ahly                           | 0                                 | Tercer puesto | Tercer puesto |             |             |  |  |                           |                           |
|  | Monterrey                         | 3                        | Al-Hilal                           | 0       | Al-Ahly                           | 0                                 |               |               |             |             |  |  |                           |                           |
|  | Monterrey                         | 3                        | Al-Hilal                           | 0       |                                   |                                   |               |               |             |             |  |  |                           |                           |
|  | Al-Jazira                         | 1                        | Al-Ahly                            | 4       |                                   |                                   |               |               |             |             |  |  |                           |                           |
|  | Al-Jazira                         | 1                        | Al-Ahly                            | 4       |                                   |                                   |               |               |             |             |  |  |                           |                           |
|  | 9 de febrero - Al-Nahyan          | 9 de febrero - Al-Nahyan |                                    |         |                                   |                                   |               |               |             |             |  |  | 12 de febrero - Al-Nahyan | 12 de febrero - Al-Nahyan |

Nota:
- Los horarios corresponden a la hora local de Emiratos Árabes Unidos (UTC+4).

### Primera ronda
| 3 de febrero de 2022 | Al-Jazira                                               | 4:1 (3:0) | Pirae            | Estadio Mohammed bin Zayed, Abu Dabi                                           |                                                                                |
| 20:30                | Al-Ameri 5' · Al-Hashmi 25' · Kosanović 41' · Diaby 63' | Reporte   | Rabii 48' (a.g.) | Asistencia: 4970 espectadores Árbitro(s): Mustapha Ghorbal VAR: Pol van Boekel | Asistencia: 4970 espectadores Árbitro(s): Mustapha Ghorbal VAR: Pol van Boekel |

### Segunda ronda
| 5 de febrero de 2022 | Al-Ahly  | 1:0 (0:0) | Monterrey | Estadio Al-Nahyan, Abu Dabi                                                          |                                                                                      |
| 20:30                | Hany 53' | Reporte   |           | Asistencia: 9396 espectadores Árbitro(s): Christopher Beath VAR: Massimiliano Irrati | Asistencia: 9396 espectadores Árbitro(s): Christopher Beath VAR: Massimiliano Irrati |

| 6 de febrero de 2022 | Al-Hilal                                                                                              | 6:1 (2:1) | Al-Jazira | Estadio Mohammed bin Zayed, Abu Dabi                                      |                                                                           |
| 20:30                | Ighalo 36' · Matheus Pereira 40' · Kanno 57' · S. Al-Dawsari 77' · Marega 88' · Carrillo 90+2' (pen.) | Reporte   | Diaby 14' | Asistencia: 12 538 espectadores Árbitro(s): César Ramos VAR: Drew Fischer | Asistencia: 12 538 espectadores Árbitro(s): César Ramos VAR: Drew Fischer |

### Quinto puesto
| 9 de febrero de 2022 | Monterrey                                      | 3:1 (3:0) | Al-Jazira   | Estadio Al-Nahyan, Abu Dabi                                                        |                                                                                    |
| 17:30                | Sultan 4' (a.g.) · Funes Mori 11' · Montes 25' | Reporte   | Bruno 90+1' | Asistencia: 892 espectadores Árbitro(s): Mustapha Ghorbal VAR: Massimiliano Irrati | Asistencia: 892 espectadores Árbitro(s): Mustapha Ghorbal VAR: Massimiliano Irrati |

### Semifinales
| 8 de febrero de 2022 | Palmeiras                    | 2:0 (1:0) | Al-Ahly | Estadio Al-Nahyan, Abu Dabi                                                   |                                                                               |
| 20:30                | Raphael Veiga 39' · Dudu 49' | Reporte   |         | Asistencia: 11 902 espectadores Árbitro(s): Clément Turpin VAR: Willy Delajod | Asistencia: 11 902 espectadores Árbitro(s): Clément Turpin VAR: Willy Delajod |

| 9 de febrero de 2022 | Al-Hilal | 0:1 (0:1) | Chelsea    | Estadio Mohammed bin Zayed, Abu Dabi                                        |                                                                             |
| 20:30                |          | Reporte   | Lukaku 32' | Asistencia: 19 175 espectadores Árbitro(s): César Ramos VAR: Mauro Vigliano | Asistencia: 19 175 espectadores Árbitro(s): César Ramos VAR: Mauro Vigliano |

### Tercer puesto
| 12 de febrero de 2022 | Al-Hilal | 0:4 (0:3) | Al-Ahly                                         | Estadio Al-Nahyan, Abu Dabi                                                 |                                                                             |
| 17:00                 |          | Reporte   | Ibrahim 8', 17' · Abdelkader 40' · Elsoulia 64' | Asistencia: 9008 espectadores Árbitro(s): Clément Turpin VAR: Willy Delajod | Asistencia: 9008 espectadores Árbitro(s): Clément Turpin VAR: Willy Delajod |

## Final
| 16         | Guardameta     | Édouard Mendy       |     |
| 2          | Defensa        | Antonio Rüdiger     |     |
| 6          | Defensa        | Thiago Silva        |     |
| 4          | Defensa        | Andreas Christensen | 91' |
| 20         | Centrocampista | Callum Hudson-Odoi  | 76' |
| 7          | Centrocampista | N'Golo Kanté        |     |
| 8          | Centrocampista | Mateo Kovačić       | 91' |
| 28         | Centrocampista | César Azpilicueta   |     |
| 19         | Delantero      | Mason Mount         | 32' |
| 9          | Delantero      | Romelu Lukaku       | 76' |
| 29         | Delantero      | Kai Havertz         |     |
| Entrenador | Entrenador     | Thomas Tuchel       |     |

| 21         | Guardameta     | Weverton         |      |
| 2          | Defensa        | Marcos Rocha     | 118' |
| 13         | Defensa        | Luan             |      |
| 15         | Defensa        | Gustavo Gómez    |      |
| 22         | Defensa        | Joaquín Piquerez |      |
| 7          | Centrocampista | Dudu             | 103' |
| 8          | Centrocampista | Zé Rafael        | 60'  |
| 14         | Centrocampista | Gustavo Scarpa   |      |
| 23         | Centrocampista | Raphael Veiga    | 76'  |
| 28         | Centrocampista | Danilo           |      |
| 10         | Delantero      | Rony             | 76'  |
| Entrenador | Entrenador     | Abel Ferreira    |      |

| 10 | Centrocampista | Christian Pulisic | 32' |
| 17 | Centrocampista | Saúl Ñíguez       | 76' |
| 11 | Delantero      | Timo Werner       | 76' |
| 31 | Defensa        | Malang Sarr       | 91' |
| 22 | Centrocampista | Hakim Ziyech      | 91' |

| 30 | Centrocampista | Jailson        | 60'  |
| 20 | Centrocampista | Eduard Atuesta | 76'  |
| 11 | Delantero      | Wesley         | 76'  |
| 29 | Delantero      | Rafael Navarro | 103' |
| 9  | Delantero      | Deyverson      | 118' |

| Anotado         | 55'  | Romelu Lukaku | 1−0 |
| Anotado · Penal | 117' | Kai Havertz   | 2−1 |

| Anotado · Penal | 64' | Raphael Veiga | 1−1 |

| Amonestado | 118' | Kai Havertz |

| Amonestado | 105' | Wesley         |
| Amonestado | 115' | Luan           |
| Amonestado | 116' | Eduard Atuesta |

| Expulsado | 120+6' | Luan |

| Árbitro             | Christopher Beath   |
| Árbitros asistentes | Anton Shchetinin    |
| Árbitros asistentes | Ashley Beecham      |
| Cuarto árbitro      | Mustapha Ghorbal    |
| Quinto árbitro      | Abdelhak Etchiali   |
| VAR                 | Massimiliano Irrati |
| AVAR                | Nicolás Gallo       |

| 16         | Guardameta     | Édouard Mendy       |     |
| 2          | Defensa        | Antonio Rüdiger     |     |
| 6          | Defensa        | Thiago Silva        |     |
| 4          | Defensa        | Andreas Christensen | 91' |
| 20         | Centrocampista | Callum Hudson-Odoi  | 76' |
| 7          | Centrocampista | N'Golo Kanté        |     |
| 8          | Centrocampista | Mateo Kovačić       | 91' |
| 28         | Centrocampista | César Azpilicueta   |     |
| 19         | Delantero      | Mason Mount         | 32' |
| 9          | Delantero      | Romelu Lukaku       | 76' |
| 29         | Delantero      | Kai Havertz         |     |
| Entrenador | Entrenador     | Thomas Tuchel       |     |

| 21         | Guardameta     | Weverton         |      |
| 2          | Defensa        | Marcos Rocha     | 118' |
| 13         | Defensa        | Luan             |      |
| 15         | Defensa        | Gustavo Gómez    |      |
| 22         | Defensa        | Joaquín Piquerez |      |
| 7          | Centrocampista | Dudu             | 103' |
| 8          | Centrocampista | Zé Rafael        | 60'  |
| 14         | Centrocampista | Gustavo Scarpa   |      |
| 23         | Centrocampista | Raphael Veiga    | 76'  |
| 28         | Centrocampista | Danilo           |      |
| 10         | Delantero      | Rony             | 76'  |
| Entrenador | Entrenador     | Abel Ferreira    |      |

| 10 | Centrocampista | Christian Pulisic | 32' |
| 17 | Centrocampista | Saúl Ñíguez       | 76' |
| 11 | Delantero      | Timo Werner       | 76' |
| 31 | Defensa        | Malang Sarr       | 91' |
| 22 | Centrocampista | Hakim Ziyech      | 91' |

| 30 | Centrocampista | Jailson        | 60'  |
| 20 | Centrocampista | Eduard Atuesta | 76'  |
| 11 | Delantero      | Wesley         | 76'  |
| 29 | Delantero      | Rafael Navarro | 103' |
| 9  | Delantero      | Deyverson      | 118' |

| Anotado         | 55'  | Romelu Lukaku | 1−0 |
| Anotado · Penal | 117' | Kai Havertz   | 2−1 |

| Anotado · Penal | 64' | Raphael Veiga | 1−1 |

| Amonestado | 118' | Kai Havertz |

| Amonestado | 105' | Wesley         |
| Amonestado | 115' | Luan           |
| Amonestado | 116' | Eduard Atuesta |

| Expulsado | 120+6' | Luan |

| Árbitro             | Christopher Beath   |
| Árbitros asistentes | Anton Shchetinin    |
| Árbitros asistentes | Ashley Beecham      |
| Cuarto árbitro      | Mustapha Ghorbal    |
| Quinto árbitro      | Abdelhak Etchiali   |
| VAR                 | Massimiliano Irrati |
| AVAR                | Nicolás Gallo       |

|                       |
| Bandera de Inglaterra |
| Campeón Chelsea       |
| 1.er título           |

## Estadísticas

### Tabla de rendimiento
| Pos | Club      | Puntos | PJ | PG | PE | PP | GF | GC | Dif. | Rend. |
| --- | --------- | ------ | -- | -- | -- | -- | -- | -- | ---- | ----- |
| 1   | Chelsea   | 6      | 2  | 2  | 0  | 0  | 3  | 1  | +2   | 100%  |
| 2   | Palmeiras | 3      | 2  | 1  | 0  | 1  | 3  | 2  | +1   | 50%   |
| 3   | Al-Ahly   | 6      | 3  | 2  | 0  | 1  | 5  | 2  | +3   | 66.7% |
| 4   | Al-Hilal  | 3      | 3  | 1  | 0  | 2  | 6  | 6  | 0    | 33.3% |
| 5   | Monterrey | 3      | 2  | 1  | 0  | 1  | 3  | 2  | +1   | 50%   |
| 6   | Al-Jazira | 3      | 3  | 1  | 0  | 2  | 6  | 10 | -4   | 33.3% |
| 7   | Pirae     | 0      | 1  | 0  | 0  | 1  | 1  | 4  | -3   | 0%    |

Actualizado al 12 de febrero de 2022.

### Tabla de goleadores
Al goleador le corresponde la Bota de oro del campeonato, al segundo goleador la Bota de plata y al tercero la Bota de bronce.
| Jugador                                                           | Club      | Anotado | Minutos jugados |
| ----------------------------------------------------------------- | --------- | ------- | --------------- |
| Raphael Veiga                                                     | Palmeiras | 2       | 157'            |
| Romelu Lukaku                                                     | Chelsea   | 2       | 167'            |
| Abdoulay Diaby                                                    | Al-Jazira | 2       | 270'            |
| Yasser Ibrahim                                                    | Al-Ahly   | 2       | 270'            |
| Actualizado al último partido disputado el 12 de febrero de 2022. |           |         |                 |

### Premio Fair Play
El premio Fair Play de la FIFA se lo otorga al equipo participante que haya logrado el juego más limpio en el campeonato.
| Equipo  |
| Chelsea |
| ------- |

### Premio Alibaba Cloud
El premio Alibaba Cloud es entregado al mejor jugador de la final.
| Jugador         | Equipo  |
| Antonio Rüdiger | Chelsea |
| --------------- | ------- |

### Balones de Oro, Plata y Bronce Adidas
El Balón de Oro Adidas es un reconocimiento entregado por la firma alemana de indumentaria patrocinante del Mundial de Clubes para el mejor jugador del torneo. Asimismo, también son entregados los Balones de Plata y Bronce para los considerados segundo y tercero mejores jugadores del torneo, respectivamente.
| Jugador      | Equipo    |
| ------------ | --------- |
| Thiago Silva | Chelsea   |
| Dudu         | Palmeiras |
| Danilo       | Palmeiras |